# Município de Fallstown (condado de Iredell, Carolina do Norte)
Localização da Carolina do Norte nos E.U.A.
O município de Fallstown (em inglês: Fallstown Township) é um município localizado no  condado de Iredell no estado estadounidense da Carolina do Norte. No ano 2010 tinha uma população de 8.736 habitantes.

## Geografia
O município de Fallstown encontra-se localizado nas coordenadas 35° 42′ 10,49″ N, 80° 54′ 00,27″ O.